# Szarakszó
Szarakszó (románul: Sărăcsău) falu Romániában, Erdélyben, Fehér megyében, Alkenyér községben.

## Fekvése
Az Erdélyi-érchegység tövében, a Maros jobb partján, Szászvárostól 19 km-re északkeletre fekszik.

## Története
Első említése 1332-ből való (Surukszo). Szarakszó néven először 1805-ben szerepelt.

## Népessége
- 1850-ben 322 román nemzetiségű lakosából 303 volt ortodox és 19 görögkatolikus vallású.
- 2002-ben 209 román nemzetiségű lakosából 113 volt ortodox, 34 görögkatolikus és 62 egyéb vallású.

## Jegyzetek

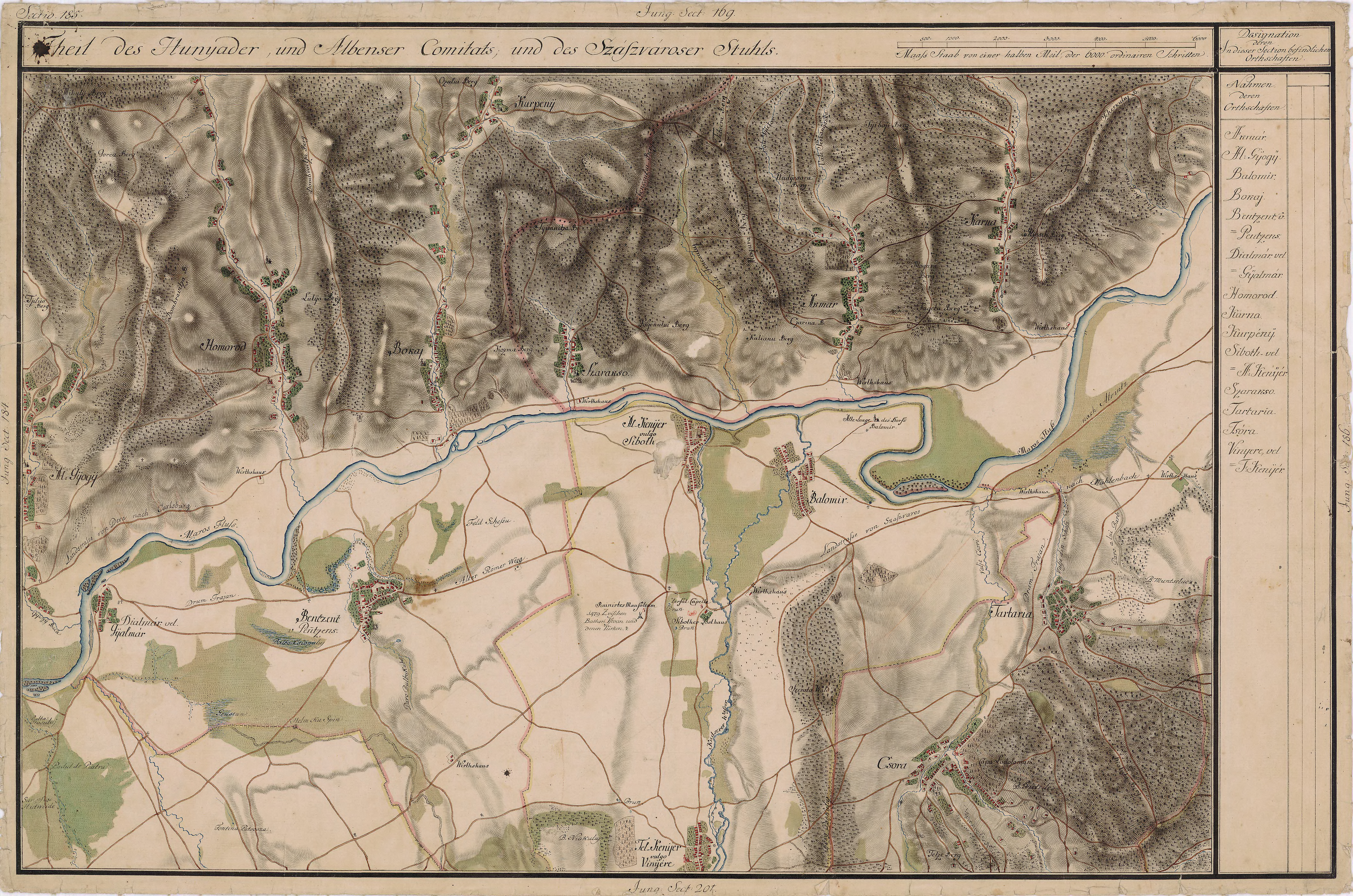
Szarakszó környéke 1770 körül